# Eleição municipal de Trindade (Goiás) em 2016
A eleição municipal de Trindade em 2016 ocorreu em 2 de outubro para eleger um prefeito, um vice-prefeito e dezessete vereadores para a administração da cidade, com a possibilidade de um segundo turno em 30 de outubro. O prefeito titular era Jânio Darrot, filiado ao Partido da Social Democracia Brasileira (PSDB), que concorreu e venceu a reeleição. As movimentações pré-campanha ocorreram num contexto de crise política envolvendo um pedido de impeachment do segundo mandato da presidente Dilma Rousseff, do Partido dos Trabalhadores.

## Campanha
A campanha dos candidatos à prefeitura de Trindade, em Goiás, se iniciaram em 16 de agosto de 2016, assim como nas demais cidades do estado. Debates entre os quatro candidatos (Jânio Darrot, Ricardo Fortunato, Dr. Antônio e Alexandre Compleite) foram patrocinados pela Rádio 730, em parceria com o Diário de Goiás.

## Candidatos
|  | Nº | Candidato a prefeito | Candidato a prefeito      | Candidato a vice-prefeito | Candidato a vice-prefeito |                                                                              |
|  | -- | -------------------- | ------------------------- | ------------------------- | ------------------------- | ---------------------------------------------------------------------------- |
|  | 15 |                      | Ricardo Fortunato (PMDB)  |                           | Adauto Angélico (PMDB)    | PMDB / PRP / PSB / PROS / PEN                                                |
|  | 22 |                      | Antônio Carlos (PR)       |                           | Marcelo Curicas (PRB)     | PR / PDT / PPL / PHS / PTC / PMN / PT / PSDC / PRB / PSL / REDE / PMB        |
|  | 25 |                      | Alexandre Compleite (DEM) |                           | Leidiana Costa (DEM)      | DEM                                                                          |
|  | 45 |                      | Jânio Darrot (PSDB)       |                           | Gleysson Cabriny (PSDB)   | PSDB / PSD / PV / PP / SD / PTB / PRTB / PT do B / PC do B / PPS / PSC / PTN |

## Pesquisas
| Data       | Instituto | Jânio Darrot (PSDB) | Antônio Carlos (PR) | Ricardo Fortunato (PMDB) | Alexandre Compleite (DEM) | Brancos e Nulos | Indecisos |
| ---------- | --------- | ------------------- | ------------------- | ------------------------ | ------------------------- | --------------- | --------- |
| 31/08/2016 | Serpes    | 44,4%               | 15,5%               | 14,5%                    | 1,2%                      | 9,5%            | 15,0%     |
| 15/09/2016 | Serpes    | 46,4%               | 20,9%               | 12,5%                    | 1,2%                      | 5,0%            | 14,0%     |

## Resultados

### Prefeito
No dia 02 de outubro de 2016, Jânio Darrot foi eleito prefeito de Trindade, com 51,34% dos votos válidos.
| Candidato(a)              | Vice                    | 1º turno 2 de outubro de 2016 | 1º turno 2 de outubro de 2016 |
| Candidato(a)              | Vice                    | Total                         | Percentagem                   |
| ------------------------- | ----------------------- | ----------------------------- | ----------------------------- |
| Jânio Darrot (PSDB)       | Gleysson Cabriny (PSDB) | 31 722                        | 51,34%                        |
| Dr Antônio (PR)           | Marcelo Curicas (PRB)   | 22 011                        | 35,62%                        |
| Ricardo Fortunato (PMDB)  | Sd Angélico (PMDB)      | 7134                          | 11,55%                        |
| Alexandre Compleite (DEM) | Leidiana Costa (DEM)    | 924                           | 1,50%                         |
| Total de votos válidos    | Total de votos válidos  | 78166 votos                   | 92,79%                        |
| → Votos em branco         | → Votos em branco       | 1467                          | 2,20%                         |
| → Votos nulos             | → Votos nulos           | 3337                          | 5,01%                         |
| Total                     | Total                   | 78166                         | 100%                          |

### Vereadores Eleitos
| Candidato(a)      | Partido | Votação | Votação     |
| ----------------- | ------- | ------- | ----------- |
| Candidato(a)      | Partido | Total   | Porcentagem |
| Dr. Dyego         | PSD     | 1492    | 2,37%       |
| Roni              | PDT     | 1351    | 2,15%       |
| Helio Braz        | PSDB    | 1347    | 2,14%       |
| Marden Junior     | PP      | 1257    | 2,00%       |
| Weslley Cabeção   | PMDB    | 1244    | 1,98%       |
| Johnatan Reis     | PR      | 1169    | 1,86%       |
| Agnelson Alves    | PV      | 1003    | 1,59%       |
| Felinho           | PP      | 953     | 1,51%       |
| Aninha            | SD      | 933     | 1,48%       |
| Jeann Carlos      | PRTB    | 888     | 1,41%       |
| Fernandinho       | PPL     | 827     | 1,31%       |
| Pastor Alcione    | PRB     | 810     | 1,29%       |
| Pastor Zeca       | PHS     | 800     | 1,27%       |
| Dona Irani        | PMDB    | 744     | 1,18%       |
| Renato do Mercado | PDT     | 681     | 1,08%       |